# Gonaphodius scoparius
Gonaphodius scoparius är en skalbaggsart som beskrevs av Edgar von Harold 1877. Gonaphodius scoparius ingår i släktet Gonaphodius och familjen Aphodiidae. Inga underarter finns listade i Catalogue of Life.